# Robert Wisdom
Robert Wisdom (Washington, 14 settembre 1953) è un attore statunitense.

## Biografia
Wisdom nasce nella capitale statunitense da genitori giamaicani.
È stato protagonista delle ultime tre stagioni della serie televisiva della HBO The Wire dove interpreta Howard "Bunny" Colvin. È inoltre stato protagonista dei film del 2004 La bottega del barbiere 2 e Ray e del 2007 Freedom Writers. Sempre nel 2007 ha fatto parte del cast principale della terza stagione della serie Prison Break, in cui interpretava il trafficante di droga panamense Norman "Lechero" St. John.
Nel 2008-2009 interpreta l'angelo Uriel nella quarta stagione della serie televisiva Supernatural.
Nel 2023 è nella seconda stagione di Star Trek: Strange New Worlds, ottava serie del franchise di fantascienza Star Trek, nell'episodio Sotto la cappa della guerra (Under the Cloak of War), dove interpreta l'ambasciatore klingon Dak'Rah, ex generale che ha combattuto nella guerra tra la Federazione e l'Impero Klingon.

## Filmografia parziale

### Cinema
- Amnesia investigativa (Clean Slate), regia di Mick Jackson (1994)
- Music Graffiti (That Thing You Do!), regia di Tom Hanks (1996)
- Face/Off - Due facce di un assassino (Face/Off), regia di John Woo (1997)
- Il grande Joe (Mighty Joe Young), regia di Ron Underwood (1998)
- Impatto letale (The Heist), regia di Kurt Voß (2000)
- Dancing at the Blue Iguana, regia di Michael Radford (2000)
- Storytelling, regia di Todd Solondz (2001)
- Osmosis Jones, regia di Peter e Bobby Farrelly (2001) – voce
- Masked and Anonymous, regia di Larry Charles (2003)
- Duplex - Un appartamento per tre (Duplex), regia di Danny DeVito (2003)
- Haven, regia di Frank E. Flowers (2004)
- La bottega del barbiere 2 (Barbershop 2: Back in Business), regia di Kevin Rodney Sullivan (2004)
- Ray, regia di Taylor Hackford (2004)
- The Forgotten, regia di Joseph Ruben (2004)
- Crazy in Love, regia di Petter Næss (2005)
- The Hawk is Dying, regia di Julian Goldberger (2006)
- Freedom Writers, regia di Richard LaGravenese (2007)
- Tutti i numeri del sesso (Sex and Death 101), regia di Daniel Waters (2007)
- Ball Don't Lie, regia di Brin Hill (2008)
- The Collector, regia di Marcus Dunstan (2009)
- Bright, regia di Benjamin Busch – cortometraggio (2011)
- Rampart, regia di Oren Moverman (2011)
- Il cavaliere oscuro - Il ritorno (The Dark Knight Rises), regia di Christopher Nolan (2012)
- Freelancers, regia di Jessy Terrero (2012)
- L'amore criminale (Unforgettable), regia di Denise Di Novi (2017)
- Beast of Burden - Il trafficante (Beast of Burden), regia di Jesper Ganslandt (2018)
- Motherless Brooklyn - I segreti di una città (Motherless Brooklyn), regia di Edward Norton (2019)
- Le parole che voglio dirti (A Journal for Jordan), regia di Denzel Washington (2021)
- Gli amici delle vacanze (Vacation Friends), regia di Clay Tarver (2021)

### Televisione
- Metropolitan Police (The Bill) – serie TV, episodio 6x102 (1990)
- Poirot (Agatha Christie's Poirot) – serie TV, episodio 1x05 (1993)
- Sentinel – serie TV, episodio 1x04 (1996)
- Poltergeist (Poltergeist: The Legacy) – serie TV, 4 episodi (1997-1999)
- Cracker – serie TV, 15 episodi (1997-1999)
- Arli$$ – serie TV, episodio 3x13 (1998)
- Dharma & Greg – serie TV, episodio 2x02 (1998)
- E.R. - Medici in prima linea (ER) – serie TV, episodio 7x10 (2001)
- The District – serie TV, episodio 2x05 (2001)
- NYPD - New York Police Department (NYPD Blue) – serie TV, episodio 9x13 (2002)
- Live from Baghdad, regia di  Mick Jackson – film TV (2002)
- The Agency – serie TV, episodio 2x15 (2003)
- Boomtown – serie TV, episodio 1x14 (2003)
- Giudice Amy (Judging Amy) – serie TV, episodio 5x04 (2003)
- The Wire – serie TV, 25 episodi (2003-2008)
- Inconceivable – serie TV, episodio 1x04 (2005)
- The Nine – serie TV, episodio 1x11 (2007)
- Prison Break – serie TV, 13 episodi (2007-2008)
- Supernatural – serie TV, 4 episodi (2008-2009)
- NCIS - Unità anticrimine (NCIS) – serie TV, episodio 6x12 (2009)
- Lie to Me – serie TV, episodio 1x01 (2009)
- How I Met Your Mother – serie TV, episodio 4x19 (2009)
- Law & Order - Unità vittime speciali (Law & Order: Special Victims Unit) – serie TV, episodio 10x17 (2009)
- Happy Town – serie TV, 8 episodi (2010)
- Hawthorne - Angeli in corsia (Hawthorne) – serie TV, episodio 2x04 (2010)
- Burn Notice - Duro a morire (Burn Notice) – serie TV, 8 episodi (2010-2011)
- Nashville – serie TV, 15 episodi (2012-2013)
- Chicago P.D. – serie TV, 9 episodi (2014-2015)
- Ballers – serie TV, 22 episodi (2015-2019)
- Rosewood – serie TV, 7 episodi (2016-2017)
- Flaked – serie TV, 13 episodi (2016-2017)
- L'alienista (The Alienist) – serie TV, 14 episodi (2018-in corso)
- Blue Bloods – serie TV, episodio 9x15 (2019)
- The Fix – serie TV, 7 episodi (2019)
- The Hot Zone - Area di contagio (The Hot Zone) – miniserie TV, 5 episodi (2019)
- Watchmen – miniserie TV, puntate 02-09 (2019)
- Helstrom – serie TV, 8 episodi (2020)
- The Big Leap - Un'altra opportunità (The Big Leap) – serie TV, episodi 1x03-1x08-1x11 (2021)
- Barry – serie TV, 11 episodi (2022-2023)
- Black Bird – miniserie TV, 4 puntate (2022)
- Accused – serie TV, episodio 1x01 (2023)
- Star Trek: Strange New Worlds – serie TV, episodio 2x08 (2023)

## Doppiatori italiani
Nelle versioni in italiano delle opere in cui ha recitato, Robert Wisdom è stato doppiato da:
- Paolo Marchese in Prison Break, Burn Notice - Duro a morire, L'alienista, Motherless Brooklyn - I segreti di una città, Helstrom
- Roberto Draghetti in The Forgotten, Freelancers
- Saverio Indrio in The Wire (st. 3-5), Law & Order - Unità vittime speciali
- Mario Bombardieri in NCIS - Unità anticrimine, Haven
- Pasquale Anselmo in Grey's Anatomy, Flaked
- Alessandro Messina in Hawthorne - Angeli in corsia, Watchmen
- Dario Oppido in Gli amici delle vacanze, Le parole che voglio dirti
- Gianluca Tusco in Face/Off - Due facce di un assassino
- Vittorio Congia ne Il grande Joe
- Marco Balzarotti in Masked and Anonymous
- Ambrogio Colombo in Duplex - Un appartamento per tre
- Alessandro Ballico in The Wire (ep. 2x09)
- Oreste Rizzini in La bottega del barbiere 2
- Diego Reggente in Tutti i numeri del sesso
- Massimo Corvo in Supernatural
- Pietro Ubaldi in How I Met Your Mother
- Stefano De Sando in Nashville
- Alberto Angrisano ne Il cavaliere oscuro - Il ritorno
- Achille D'Aniello in Legends
- Angelo Nicotra in Chicago PD
- Pierluigi Astore in Blue Bloods
- Stefano Mondini in The Big Leap - Un'altra opportunità
- Stefano Thermes in Barry
- Edoardo Siravo in Star Trek: Strange New Worlds